# Фаленопсис Париша
Фаленопсис Париша (лат. Phalaenopsis parishii) — епіфітна трав'яниста рослина родини орхідні. 
 Названий на честь першовідкривача преподобного отця Самюеля Париша. 

Вид не має усталеної української назви, в україномовних джерелах зазвичай використовується наукова назва Phalaenopsis parishii.

## Синоніми
- Aerides decumbens Griff., 1851
- Grafia parishii (Rchb.f.) Hawkes, 1966
- Polychilos parishii (Rchb.f.) Shim, 1982

## Біологічний опис
Мініатюрний моноподіальний листопадний епіфіт. 
 Коренева система добре розвинена, коріння плоскі, гладкі, розгалужені. 
 Стебло коротке, повністю закрите листям. 
 Листків 1-3, вони сукулентні, парні, темно-зелені, подовжено-овальні, завдовжки 5-17 см, шириною близько 5 см.
Квітконіс короткий, зазвичай не перевищує довжину листя, прямостоячий або похилий, плоский, довжиною 5-14 см, з'являється від основи стебла, несе 4-10 квіток. Квітконосів може бути декілька.
Квіти ароматні верхові (фруктово-цукерковий запах вдень), довгоживучі, діаметром близько 2 см, розпускаються одночасно, тримаються 15-20 днів. Квіти молочно-білого кольору з дуже широкою губою.
Середня частка губи пурпурна або пурпурово-фіолетова, напівокругла пластинка в її центрі по краю бахромчаста або з довгими віями.
Сезон цвітіння в природі — весна. 
 Близький вид — Phalaenopsis gibbosa.

## Поширення, екологічні особливості

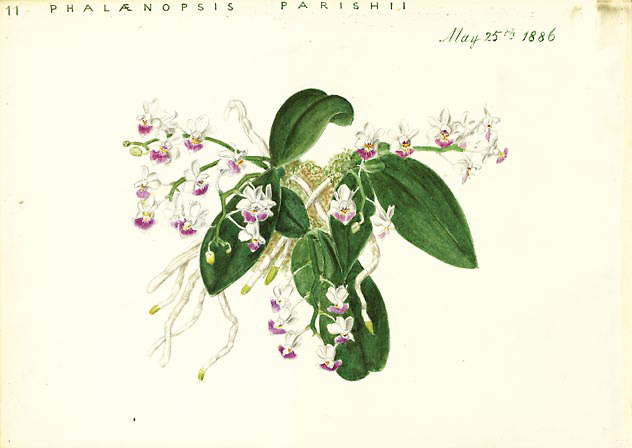
John Day. 1886

Східні Гімалаї: М'янма, Ассам Індія, Таїланд і В'єтнам. 
 Росте в низинних місцевостях на покритих мохом гілках дерев, в тіні, на висотах від 0 до 500 м над рівнем моря. Взимку, під час сухого сезону листя опадає. Зберігаються тільки в деяких рослин ростуть в максимально сприятливих умовах.
У місцях природного зростання зареєстровані екстремальні температури до 39,4 °C і 11,1 °C. 

Відносна вологість повітря 80-90 % у вегетаційний період. 

Опади: від 3-10 мм в грудні-березні, до 1176 мм в липні. 

Середні літні температури (день/ніч) 28-32°С/24°С, зимові 31-35 °C/19-23 °C.

## Історія
Виявлено в М'янмі в 1864 р. преподобним отцем Самюелем Париша (CS Parish), який служив настоятелем місцевої церкви і був пристрасним любителем орхідей. Париш відіслав знайдені екземпляри компанії Мессера Лоу в приналежний їй ботанічний сад К'ю. У 1865 р. в «Ботанічній газеті» з'явився опис рослини, складений Генріхом Густавом Райхенбахом.

## У культурі

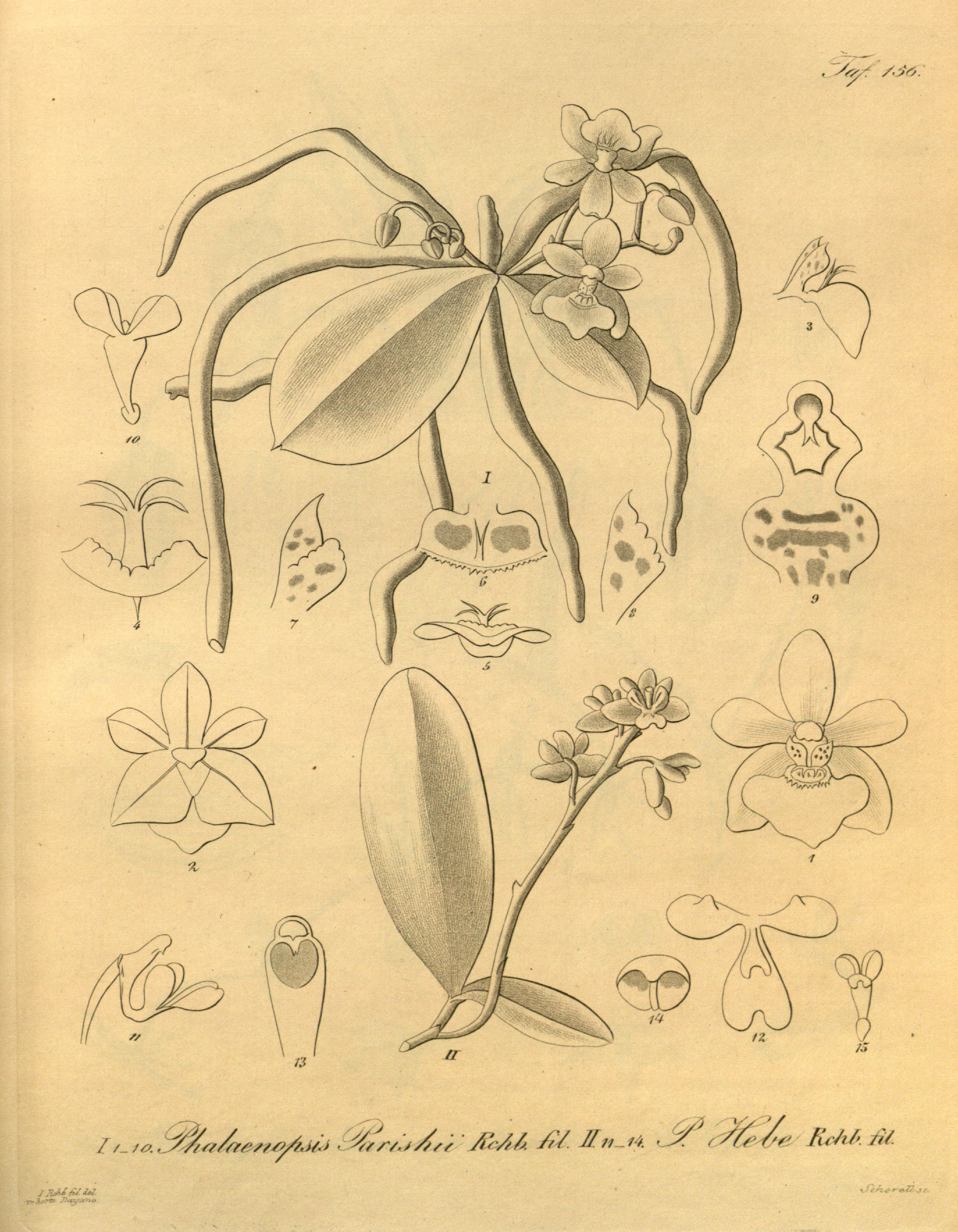
Ботанічна ілюстрація з книги «Xenia Orchidacea» vol. 2 tab. 156, 1874 р.

У культурі вважається складною рослиною. 
 Температурна група — тепла. Літня температура повітря вдень 28-32°С, вночі 24 °C. Зимова 31-35°С вдень, 19-23 °C вночі.
Вимоги до світла: 1500 FC, 16140 lx, за іншими даними 15000 lx.
Відносна вологість повітря — 70-80 % круглий рік.
У період активної вегетації полив рясний. Субстрат завжди повинен залишатися злегка вологим, але не мокрим.
З листопада по березень період спокою. Полив слід скоротити. У культурі може не скидати листя, якщо рослина взимку не пересушувати.
Найкраща посадка на блок. Між поверхнею блоку і корінням рослини влаштовують товсту прокладку з моху, занурюючи в неї коріння.
Пересадка — у міру вимивання розклалася моху і в разі переростання блоку. Злежаний втративший свої властивості мох можна акуратно видалити і пікласти новий не пересаджуючи рослину. Після пересадки рослину не поливають кілька днів.
У гібридизації використовується для отримання міні-фаленопсисів.

## Деякі первиннігібриди
- Green Imp '- fimbriata х parishii (Fredk. L. Thornton) 1973
- Iwan Kolopaking — parishii х violacea (Atmo Kolopaking) 1981
- Java Paris — javanica х parishii (Hou Tse Liu) 1995
- Love gift — parishii х gibbosa (Hou Tse Liu) 2000
- Lovely Kid — lobbii х parishii (Hou Tse Liu) 2005
- Memoria Mildred Holt — lindenii х parishii (D. Frank) 1999
- Micro Nova — maculata х parishii (Dr Henry M Wallbrunn) 1980
- Minuet — lueddemanniana х parishii (Dr Henry M Wallbrunn) 1976
- Paris Star — stuartiana х parishii (Hou Tse Liu) 2003
- Parma — mannii х parishii (Bertil Norrsell) 1971
- Partris — equestris х parishii (Fredk. L. Thornton) 1965
- Pink Heart — schilleriana х parishii (Dr Henry M Wallbrunn) 1979